# Mussaenda arcuata
Mussaenda arcuata là một loài thực vật có hoa trong họ Thiến thảo. Loài này được Poir. mô tả khoa học đầu tiên năm 1797.

## Hình ảnh

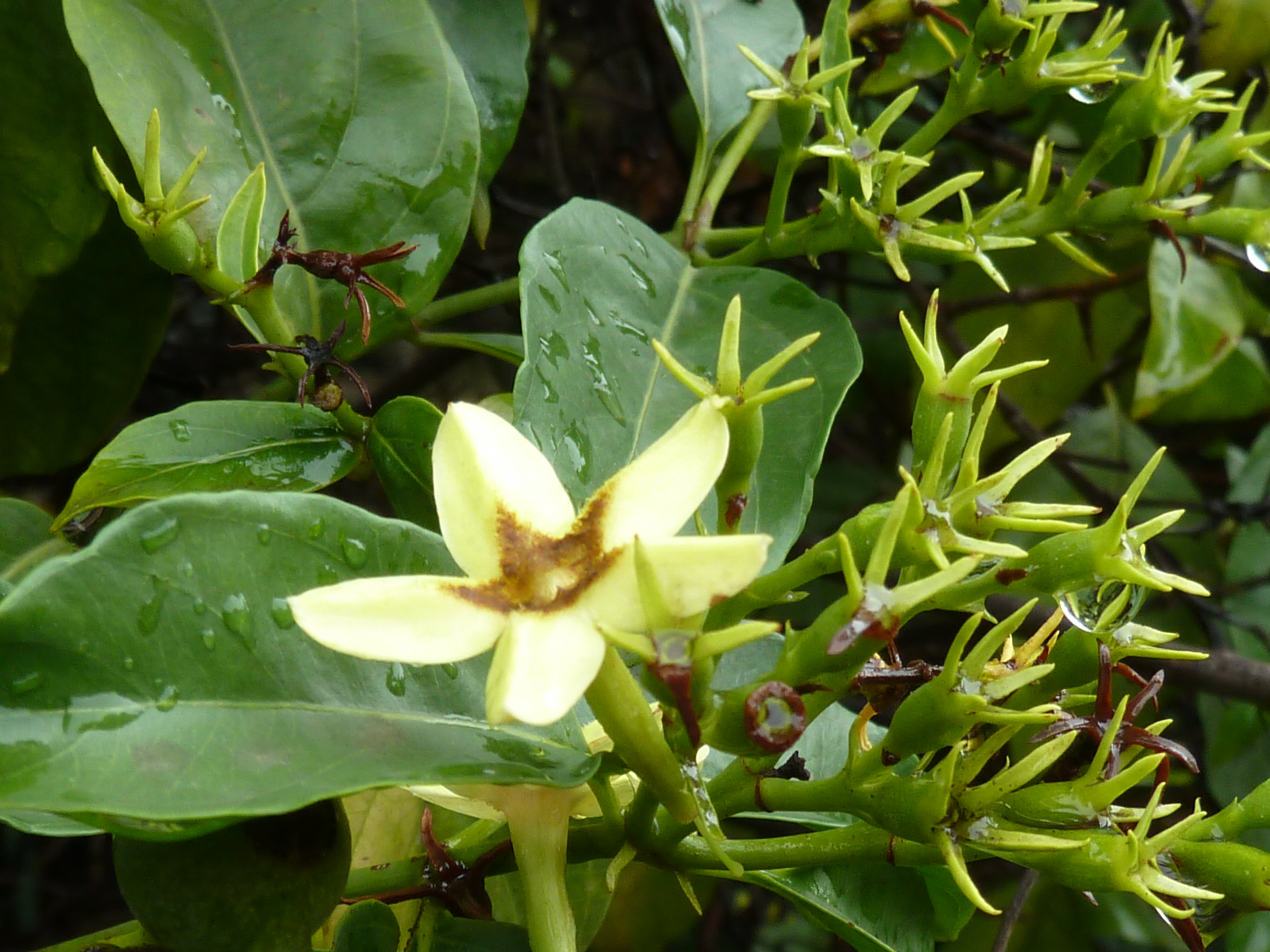
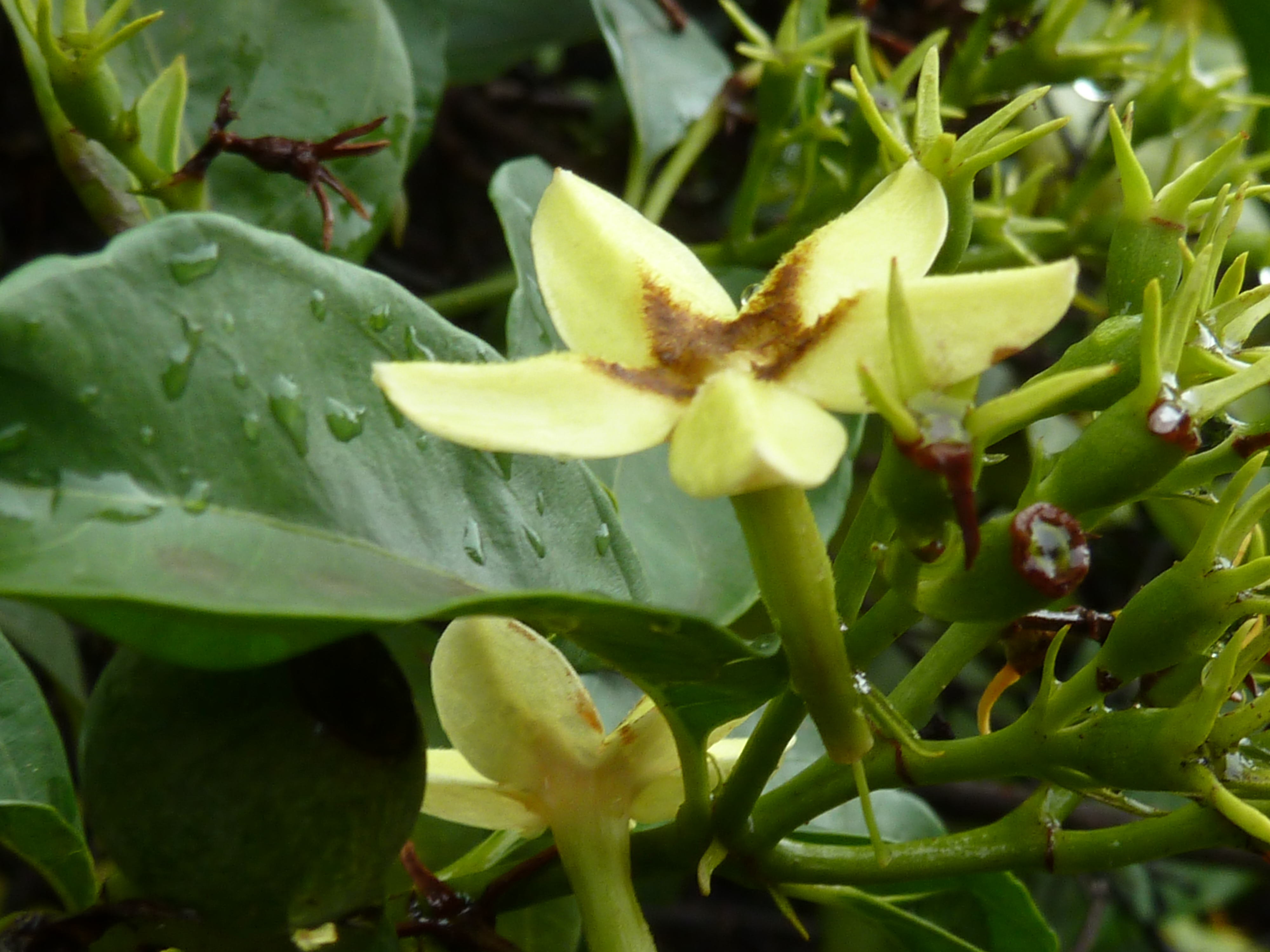
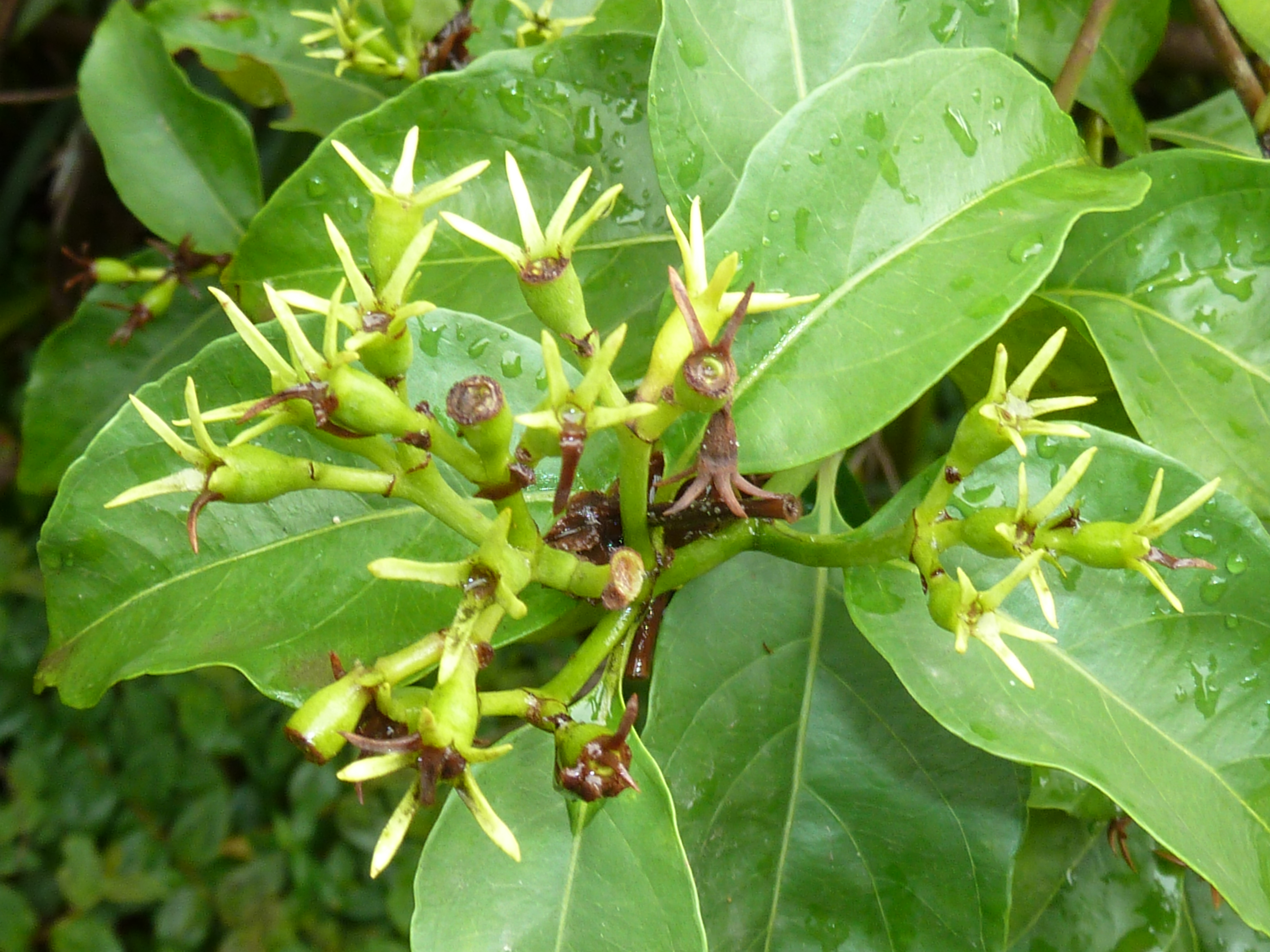
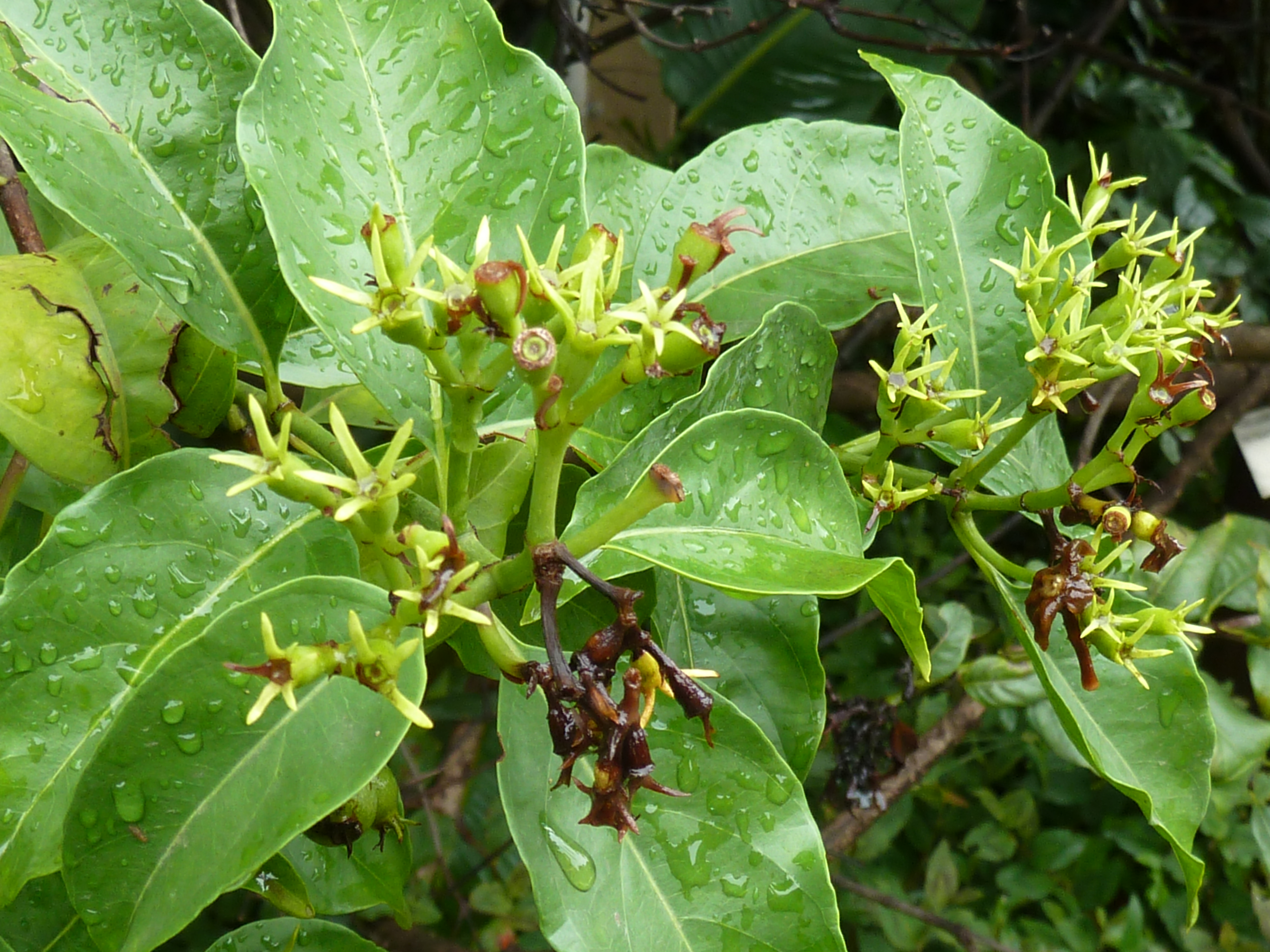